# Капітолій штату Орегон
Капітолій штату Орегон (англ. The Oregon State Capitol)  — громадська будівля адміністративного призначення в котрій розташовуються робочі приміщення легіслатури штату Орегон (складається з Палати Представників і Сенату штату Орегон), а також офіси губернатора та вищих посадових осіб штату.

### Додаткові посилання
- Oregon State Capitol Photo gallery // Edward Crim Photography (2010) [Архівовано 31 липня 2019 у Wayback Machine.]